# تصميم الحمض النووي
تصميم الحمض النووي هو عملية توليد مجموعة تسلسلات لقواعد الحمض النووي التي ترتبط لتعطي البنية المطلوبة. يعد تصميم الحمض النووي أساسيًا في مجالي التقنية النانوية للحمض النووي الريبوزي منقوص الأكسجين وحوسبة الحمض النووي الريبوزي منقوص الأكسجين. تعود أهميته لوجود العديد من التسلسلات المحتملة لسلاسل الحمض النووي التي سوف تطوى لتكوين بنية ثانوية معينة، ولكن العديد من هذه التسلسلات سيكون لها تآثرات إضافية غير مرغوبة ويجب تجنبها. بالإضافة إلى ذلك، هناك العديد من اعتبارات البنية الثالثية التي تؤثر على اختيار البنية الثانوية لتصميم معين.
لتصميم الحمض النووي أهداف مماثلة لتصميم البروتين: في كليهما، يُصمم تسلسل المونوميرات (أحاديات القسيمة) بشكل منطقي بتفضيل البنية المطوية أو المرتبطة المرغوبة وعدم تفضيل البنى البديلة. مع ذلك، تتميز عملية تصميم الحمض النووي بكونها أبسط من الناحية الحسابية، نظرًا لأن بساطة اقتران القواعد بحسب نموذج واطسون-كريك تؤدي إلى طرق بسيطة مبنية على الحدس المهني تنتج تصاميم قوية تجريبيًا. تتطلب النماذج الحسابية لطي البروتين معلومات حول البنية الثالثية بينما قد يعمل تصميم الحمض النووي إلى حد كبير على مستوى البنية الثانوية. مع ذلك، تعد بنى الأحماض النووية أقل تنوعًا من البروتينات في وظائفها.
يمكن اعتبار تصميم الحمض النووي العملية المعاكسة للتنبؤ ببنية الحمض النووي. في التنبؤ بالبنية، يتم تحديد البنية من تسلسل معروف، بينما في تصميم الحمض النووي، يتم إنشاء تسلسل يشكل بدوره البنية المطلوبة.

## مفاهيم أساسية
تتكون بنية الأحماض النووية من سلسلة من النوكليوتيدات. هناك أربعة أنواع من النوكليوتيدات يمكن تمييزها من خلال القواعد النووية الأربعة التي تحتوي عليها: في الحمض الريبي النووي منزوع الأكسجين، تشمل الأدينين والسايتوسين والغوانين والثايمين. تمتلك الأحماض النووية خاصية ربط جزيئين ببعضهما البعض لتكوين لولب مزدوج فقط إذا كان التسلسلان متكاملين، أي يمكنهما تكوين تسلسلات متطابقة من الأزواج القاعدية. بذلك، يحدد التسلسل في الأحماض النووية نمط الارتباط والبنية العامة.

## الطرق

### الأساليب المبنية على الحدس المهني
تستخدم الأساليب المبنية على الحدس المهني معايير بسيطة يمكن تقييمها بسرعة للحكم على مدى ملاءمة تسلسلات مختلفة لبنية ثانوية معينة. تتميز بكونها أقل تكلفة من الناحية الحسابية بكثير من خوارزميات الحد من الطاقة اللازمة للنمذجة الديناميكية الحرارية أو الهندسية، بالإضافة إلى أنها أسهل في التنفيذ، ولكن، على حساب كونها أقل دقة من هذه النماذج.

### النماذج الديناميكية الحرارية
يمكن استخدام المعلومات حول البنية الثانوية لمعقد الحمض النووي وتسلسله للتنبؤ بالخصائص الديناميكية الحرارية للمعقد.

### النماذج الهندسية
تُستخدم النماذج الهندسية للأحماض النووية للتنبؤ بالبنية الثالثية. تعود أهمية ذلك إلى أن معقدات الحمض النووي المصممة تحتوي عادةً على نقاط ارتباط متعددة، ما يشكل قيودًا هندسية على النظام. تنبع هذه القيود من البنية الأساسية للأحماض النووية، وبشكل رئيسي من أن اللولب المزدوج الذي يتكون من أزواج الأحماض النووية له درجة التفاف ثابتة تبلغ نحو 10.4 زوجًا قاعديًا في كل دورة، وهو صلب نسبيًا. بسبب هذه القيود، تكون معقدات الحمض النووي حساسة للتوجه النسبي للثلمين، الكبير والصغير، عند نقاط الارتباط. يمكن للنمذجة الهندسية اكتشاف الإجهاد الناجم عن الاختلالات في البنية، والتي يمكن تصحيحها بعد ذلك من قبل المصمم.

## التطبيقات
يُستخدم تصميم الحمض النووي في التقنية النانوية للحمض النووي الريبوزي منقوص الأكسجين لتصميم خيوط تتجمع ذاتيًا لتكوين البنية المستهدفة المرغوبة. تشمل الأمثلة آلات الحمض النووي والشبكات الدورية ثنائية وثلاثية الأبعاد ومتعددات السطوح وأوريغامي الحمض النووي. يمكن استخدامه أيضًا لإنشاء مجموعات من خيوط الحمض النووي التي تكون «متعامدة» أو غير مرتبطة مع بعضها البعض، وذلك للحد من التآثرات الزائفة أو إزالتها. يفيد ذلك في حوسبة الحمض النووي الريبوزي منقوص الأكسجين، بالإضافة إلى تطبيقات الترميز القضباني الجزيئي في البيولوجيا الكيميائية والتقانة الحيوية.